# Georg Weißeno
Georg Weißeno (* 14. Dezember 1951 in Crailsheim) ist ein deutscher Politikwissenschaftler mit dem Schwerpunkt Politikdidaktik (Political Education).

## Leben
Weißeno studierte nach dem Abitur 1970 am Aloisiuskolleg in Bonn-Bad Godesberg an den Universitäten Bonn und Tours für das Lehramt am Gymnasium mit der Fächerkombination Politikwissenschaft und Französisch. Die praktische Lehrerausbildung erfolgte am Studienseminar Duisburg. Von 1978 bis 1995 unterrichtete Weißeno an Gymnasien in Aachen, Wuppertal und Düsseldorf. Er war als Fachleiter an den Studienseminaren Wuppertal und Neuss tätig. Berufsbegleitend absolvierte er ein Studium der Erziehungswissenschaft und wurde 1989 an der Universität Hamburg promoviert.
Weißeno war von 1983 bis 1995 Lehrbeauftragter für Politikwissenschaft an der Universität Wuppertal. Im Jahr 1995 habilitierte er sich für das Lehrgebiet Politikdidaktik und war anschließend als Privatdozent an der Universität Wuppertal tätig. Im Jahr 1999 erhielt er einen Ruf auf den Lehrstuhl für Politikwissenschaft und ihre Didaktik an der Pädagogischen Hochschule Karlsruhe. 2019 wurde er emeritiert.

## Forschungsbereiche
Weißeno arbeitet auf dem Gebiet der empirischen Lehr-Lern-Forschung in der Domäne Politik. Hierzu hat er das politikdidaktische Zentrum an der Pädagogischen Hochschule Karlsruhe etabliert, das mit systematischen Untersuchungen der Unterrichtspraxis, der individuellen Lernvoraussetzungen von Schüler/-innen und der professionellen Kompetenz von (angehenden) Politiklehrkräften Befunde über die Lehr-Lernmöglichkeiten im Politikunterricht liefert. Tests geben Aufschluss über das Lehr-Lernverhalten und die Faktoren für den Lernerfolg. Die Ergebnisse geben Hinweise für ein zielgerichtetes und effektives Lehren und Lernen im Politikunterricht. Sie sollen neue Impulse für die Unterrichtspraxis geben.
Ein weiterer Schwerpunkt liegt auf der Theorieentwicklung der Politikdidaktik. Hier geht es um die theoriegeleitete Entwicklung des Modells der Politikkompetenz und um die konzeptionelle Entwicklung von Bildungsstandards für das Schulfach Politische Bildung auf allen Schulstufen. Georg Weißeno war beteiligt an der Darstellung eines konsensuell gewonnenen, konkreten Modells des Fachwissens für die Politikdidaktik und den schulischen Politikunterricht. Es beschreibt und strukturiert die Standards des Fachwissens in Form von Basis- und Fachkonzepten.
Aktuelle Entwicklungsprojekte befassen sich mit der Planung kompetenzorientierten Politikunterrichts. Hierfür werden Lernaufgaben für die Kompetenzdimensionen Politische Urteilsfähigkeit, Politische Handlungsfähigkeit sowie Einstellungen und Motivation entwickelt und empirisch in Interventionsstudien überprüft.

## Ehrenämter
Weißeno war von 1984 bis 1998 Mitglied des Landesvorstandes der Deutschen Vereinigung für politische Bildung (DVPB) in Nordrhein-Westfalen und von 1994 bis 1997 Beisitzer im Bundesvorstand der DVPB. Von 1992 bis 2012 war er Sprecher des Arbeitskreises „Theorie und Praxis“ der Bundeszentrale für politische Bildung und von 2002 bis 2012 Sprecher der Landesfachschaft Politikwissenschaft an den Pädagogischen Hochschulen Baden-Württembergs. Mitglied des Sprecherkreises der von ihm mitgegründeten Gesellschaft für Politikdidaktik und politische Jugend- und Erwachsenenbildung (GPJE) war er von 1998 bis 2012, Schatzmeister von 1998 bis 2002 und Sprecher der Gesellschaft von 2002 bis 2006. Er leitete lange Jahre den Arbeitskreis Fachunterrichtsforschung Politik (AFP) in der GPJE gemeinsam mit Carla Schelle (Mainz) und war von 2012 bis 2015 Sprecher der Sektion „Politische Wissenschaft und Politische Bildung“ der Deutschen Vereinigung für Politische Wissenschaft (DVPW).

## Schriften (Auswahl)
- Georg Weißeno: Politikunterricht kompetenzorientiert planen - Eine Einführung. Springer, Wiesbaden 2024. doi:10.1007/978-3-658-45205-6
- Georg Weißeno, Béatrice Ziegler (Hrsg.): Handbuch Geschichts- und Politikdidaktik. Springer, Wiesbaden 2022. doi:10.1007/978-3-658-29668-1
- Simon Weisseno, Georg Weisseno: Political judgement competency among upper secondary-school pupils. In Citizenship Teaching and Learning. 2021, 16 (1), pp 7–27. doi:10.1386/ctl_00035_1
- Georg Weißeno (Hrsg.): Politik lernen. Studien und theoretische Ansätze. Springer, Wiesbaden 2019. doi:10.1007/978-3-658-27896-0
- Sabine Manzel, Georg Weißeno: Modell der politischen Urteilsfähigkeit – eine Dimension der Politikkompetenz. In: M. Oberle, G. Weißeno (Hrsg.): Politikwissenschaft und Politikdidaktik – Theorie und Empirie. Springer, Wiesbaden 2017, S. 59–86. doi:10.1007/978-3-658-07246-9_5
- Georg Weißeno, Carla Schelle (Hrsg.): Empirische Forschung in gesellschaftswissenschaftlichen Fachdidaktiken. Springer, Wiesbaden 2015. doi:10.1007/978-3-658-06191-3
- Georg Weißeno, Valentin Eck: Wissen, Selbstkonzept und Fachinteresse. Ergebnisse einer Interventionsstudie zur Politikkompetenz. Waxmann, Münster / New York 2013.
- Joachim Detjen, Peter Massing, Dagmar Richter, Georg Weißeno: Politikkompetenz – ein Modell. Springer, Wiesbaden 2012. doi:10.1007/978-3-658-00785-0
- Georg Weißeno, Hubertus Buchstein (Hrsg.): Politisch Handeln. Modelle, Möglichkeiten, Kompetenzen. Barbara Budrich Verlag, Opladen 2012.
- Georg Weißeno, Joachim Detjen, Ingo Juchler, Peter Massing, Dagmar Richter: Konzepte der Politik – ein Kompetenzmodell. Bundeszentrale für politische Bildung, Bonn 2010. doi:10.25656/01:12009 (fachportal-paedagogik.de, Volltext in der FIS Bildung Literaturdatenbank)